# ترزه میرانی
ترزه میرانی (زادهٔ ۲ دسامبر ۱۸۲۴ - درگذشتهٔ ۲۴ مه ۱۹۰۱) یک طراح گلدوزی و معلم بود که در سمت مدیر مدرسهٔ سلطنتی هنر گلدوزی وزارت بازرگانی در وین بود. 
میرانی در سال ۱۸۲۴ در شهر پراگ متولد شد. او  از جوانی به گلدوزی علاقه‌مند شد و آن را به صورت حرفه‌ای ادامه داد. کارهایش در سال ۱۸۶۳ توسط دربار پذیرفته شد و در سال ۱۸۶۵ مسئول طراحی مد در دربار امپراتوری اتریش-مجارستان شد. او نوع جدیدی از توری، کلاه‌های سلطنتی و تکنیک جدیدی از گلدوزی به نام broderie dentelle را اختراع کرد که توسط امپراتور الیزابت مورد استفاده بود. ملکه الیزابت مجموعه‌ای از کارهای میرانی را داشت و برای کلیسای جامع سنت اشتفان پارچه‌ای را سفارش داد. او همچنین مشاور مد بود و مقالاتی در مورد طراحی لباس و نیز دکوراسیون خانه می‌نوشت.
او در تأسیس مدرسهٔ سلطنتی هنر گلدوزی در وین نقش داشت و مدیر آن مدرسه بود. این مدرسه با این هدف که زنان را قادر به تولید کالاهای صنعتی با کیفیت بالا و ایجاد فرصت‌هایی برای زنان طبقهٔ کارگر کند ایجاد شده‌بود.
پس از بازنشستگی، او نشان صلیب خدمات عمومی را دریافت کرد. تاریخ‌نگاران به او به عنوان یک شخصیت مهم در تاریخ هنر و صنایع دستی اشاره کرده‌اند.

## زندگی‌نامه
میرانی در ۲ دسامبر ۱۸۲۴ در پراگ، بوهم به دنیا آمد. پدر او نویسنده یوهان هاینریش میرانی (۱۸۰۲–۱۸۷۳) بود. میرانی که از سنین جوانی به تکنیک، تئوری و تاریخچهٔ گلدوزی علاقه داشت، در اواخر زندگی خود گفت که همیشه می‌خواست خوداشتغال باشد و خود را یک «چرخ‌دوز داوطلبانه» توصیف کرده بود.
در سال ۱۸۶۳، محصولاتش توسط دربار سلطنتی استفاده می‌شد و در سال ۱۸۶۵، مسئول این کار در دربار شد. او یک تکنیک گلدوزی جدید به نام broderie dentelle و نوع جدیدی از توری معروف به کلاه سلطنتی را اختراع کرد. ملکه الیزابت کلکسیونر آثار میرانی بود و یک پارچهٔ محراب را با استفاده از این تکنیک برای کلیسای جامع سنت اشتفان وین سفارش داد. او همچنین مشاور مد مجلهٔ آزادِ نو بود، و در مورد دکوراسیون خانه برای واینر مد مقالاتی را می‌نوشت.
در سال ۱۸۶۷، نمونه‌ای از کارهای سفید گلدوزی میرانی در موزهٔ هنرهای زیبای اتریش به نمایش گذاشته شد. در همان سال در نمایشگاه جهانی پاریس مدال دریافت کرد و اولین زن هیئت داوران اتریش بود.
در سال ۱۸۷۴، به تأسیس مدرسهٔ سلطنتی هنر گلدوزی وزارت بازرگانی در وین کمک کرد و یکی از اولین معلمان آن بود. پس از مرگ مدیر مدرسه، امیلی باخ، او مدیر این مجموعه شد. این مدرسه به گونه‌ای طراحی شده بود که زنان را قادر به تولید کالاهای صنعتی با کیفیت بالا و ایجاد فرصت‌هایی برای زنان طبقهٔ کارگر کند.
پس از بازنشستگی در سال ۱۸۹۹، به او نشان صلیب خدمات عمومی اعطا شد. او در ۲۴ مه ۱۹۰۱ در وین درگذشت.

## تاریخ‌نگاری
ربکا هوزه، مورخ، توضیح داده‌است که چگونه میرانی «به شکل‌گیری مسیر اصلاح طراحی در وین کمک کرد». جرمی آینزلی، مورخ طراحی، میرانی و امیلی باخ را به عنوان «شخصیت‌های نادیده گرفته‌شده» در تاریخ مدارس هنر و صنایع دستی و توسعهٔ این موضوع در اتریش توصیف کرد».